# VV Alterno
Alterno – klub piłki siatkowej z Holandii. Został założony w 1973 i ma swoją siedzibę w Apeldoorn.

## Sukcesy
- Puchar Holandii:
  -  2014
- Superpuchar Holandii:
  -  2013